# Jektvika
Jektvika est une localité du comté de Nordland, en Norvège.

## Géographie
Administrativement, Jektvika fait partie de la kommune de Rødøy, sur la côte de Helgeland.
De Jektvik, il y a une liaison par ferry vers Kilboghamn sur la route départementale 17, et vers un certain nombre d'îles du bassin de Rødøy. Jektvik a une industrie de la pêche et de la pisciculture.